# Thysanophrys cirronasa
Thysanophrys cirronasa är en fiskart som först beskrevs av Richardson, 1848.  Thysanophrys cirronasa ingår i släktet Thysanophrys och familjen Platycephalidae. Inga underarter finns listade i Catalogue of Life.